# 더럼성
더럼성(영어: Durham Castle)은 잉글랜드 더럼주 더럼에 있는 성이다.